# Новоолександрівка (Білогірський район)
Новоолекса́ндрівка (крим. Novooleksandrivka) — село в Україні, у Білогірському районі Автономної Республіки Крим. Підпорядковане Новожилівській сільській раді.

## Історія
Поблизу села Новоолександрівки відома група курганів, у центрі її — курган Довгий.

## Населення
Згідно з переписом УРСР 1989 року чисельність наявного населення села становила 57 осіб, з яких 29 чоловіків та 28 жінок.
За переписом населення України 2001 року в селі мешкали 33 особи.

### Мова
Розподіл населення за рідною мовою за даними перепису 2001 року:
| Мова              | Відсоток |
| ----------------- | -------- |
| кримськотатарська | 33,33 %  |
| російська         | 27,27 %  |
| молдовська        | 12,12 %  |
| українська        | 6,06 %   |
| інші              | 21,22 %  |